# 미니어처 슈나우저

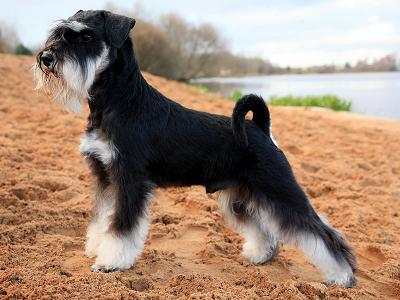
미니어처 슈나우저

미니어처 슈나우저(Miniature Schnauzer)는 슈나우저종 중에서도 소형에 속하는 견종으로, 원산지는 독일이다.

## 특징
일반적으로 6~7kg의 체중과 30~36cm 가량의 키를 가진 소형 견종이며, 털빛은 솔트&페퍼(salt & pepper), 블랙&실버(black & silver), 블랙(black)이며 슈나우저의 미용은 염소와 유사한 긴수염, 다리의 장식털이 포인트이다. 미국 애견 협회(AKC)에서 발표한 지능지수 순위에서 12위를 기록할 정도로 우수한 지능 지수를 갖추고 있다. 그러나 활동적이고 낙천적이어서 자주 운동시켜주지 않으면 사나워질 수 있다.

## 주요 질병
잘 걸리는 주요 질병으로는 당뇨병, 신장결석, 폐암, 췌장염, 심근 경색, 고혈압, 고지혈증, 백내장, 녹내장, 슬개골탈구, 위암, 뇌졸중 등이 있다.